# Magic Island
Magic Island è un film documentario del 2017 scritto e diretto da Marco Amenta.

## Trama
Andrea Schiavelli è un giovane musicista americano, figlio dell'attore italo-americano Vincent Schiavelli. Il padre è morto nel 2005, e, dieci anni dopo, Andrea decide di tornare a Polizzi Generosa, paesino siciliano d'origine di VIncent, dove l'attore era tornato per trascorrere l'ultimo periodo della sua vita. Andrea va a prendersi l'eredità lasciatagli dal padre, ma è anche alla ricerca delle sue origini famigliari.

## Produzione
Prodotto da Eurofilm in coproduzione con Mediterranea Film ed il sostegno della Sicilia film commission e de La Region Ile de France e del MIBACT. La sceneggiatura è scritta da Marco Amenta insieme allo sceneggiatore e autore teatrale Roberto Scarpetti.